# George Local Municipality
George (englisch George Local Municipality) ist eine Lokalgemeinde im Distrikt Garden Route der südafrikanischen Provinz Westkap. Der Sitz der Gemeindeverwaltung befindet sich in George. Bürgermeister ist Leon Van Wyk.
Benannt ist die Gemeinde nach König Georg III.

## Städte und Orte
| - Avontuur - Bergplaas - Blanco - George - Haarlem - Herold - Heroldsbaai - Hoekwil | - Kleinplaat - Pacaltsdorp - Rondevlei - Thembalethu - Uniondale - Wilderness - Wilderness East |

## Bevölkerung
Gemäß der Volkszählung im Jahr 2011 betrug die Einwohnerzahl 193.672 in 53.551 Haushalten auf einer Gesamtfläche von 1072 km². Davon waren 50,4 % Coloured, 28,2 % schwarz und 19,7 % weiß. Gesprochen wurde zu 65,7 % Afrikaans, zu 21,2 % isiXhosa und zu 7,9 % Englisch.